# Ajos Nikolaos (stacja metra)
Ajos Nikolaos (gr: Άγιος Νικόλαος) – stacja metra ateńskiego na linii 1 (zielonej), 13,184 km od Pireusu. Została otwarta 12 lutego 1956.